# NN-227
La carretera NN-227 es una vía departamental secundaria ubicada en el departamento de Chinandega, al occidente de Nicaragua. Conecta la comunidad de El Congo en el municipio de Somotillo con el empalme La Bolsa. Esta carretera fue inaugurada en 2014 como parte de los esfuerzos de modernización de la red vial rural del país.

## Trazado y cruces
La siguiente tabla muestra el recorrido de la carretera NN-227 y sus principales puntos de conexión:
| km   | Localidad        | Departamento | Conexión / Ruta |
| ---- | ---------------- | ------------ | --------------- |
| 0.0  | El Congo         | Chinandega   |                 |
| 7.54 | Empalme La Bolsa | Chinandega   |                 |

## Coordenadas
Uno de los tramos de la NN-227 puede ser encontrado en las coordenadas: 13°16′34″N 87°03′15″O / 13.2761, -87.0543